# 里弗維尤埃斯泰茨 (密蘇里州)
里弗維尤埃斯泰茨（英語：Riverview Estates）是位於美國密蘇里州卡斯縣的村。

## 人口
根據2020年美國人口普查的數據，里弗維尤埃斯泰茨的面積為0.62平方千米，皆為陸地。當地共有人口78人，而人口密度為每平方千米126人。